# Robert Enders (Regisseur)
Robert J. Enders (* 29. März 1919 in Philadelphia, Pennsylvania, USA; † 7. September 2007 in Los Angeles, Kalifornien) war ein US-amerikanischer Filmproduzent, Drehbuchautor und Regisseur.

## Filmografie (Auswahl)

### Als Produzent
- Verhängnisvolle Liebe (1988; Originaltitel: Strange Interlude) (TV)
- Stevie (1978)
- Eine Beispiellose Affäre (1977; Originaltitel: Nasty Habits)
- Hedda (1975)
- The Maids (1974)
- Stimmen (1973; Originaltitel: Voices)
- Wie ich dich liebe? (1970; Originaltitel: How Do I Love Thee?)
- Rache aus dem Knast (1970; Originaltitel: Zigzag)
- The Maltese Bippy (1969)
- Rowan & Martin at the Movies (1968)
- Massaker im Morgengrauen (1961; Originaltitel: A Thunder of Drums)
- The Best of the Post (1960) (TV-Serie; unbekannte Anzahl Folgen)

### Als Drehbuchautor
- Verhängnisvolle Liebe (1988; Originaltitel: Strange Interlude) (TV)
- Eine Beispiellose Affäre (1977; Originaltitel: Nasty Habits)
- Die Schande des Regiments (1975; Originaltitel: Conduct Unbecoming)
- The Maids (1974)
- Stimmen (1973; Originaltitel: Voices)
- Rache aus dem Knast (1970; Originaltitel: Zigzag)

### Als Regisseur
- 1978: Stevie
- 1978: How to Score… a Movie